# Bisdom Sankt Pölten

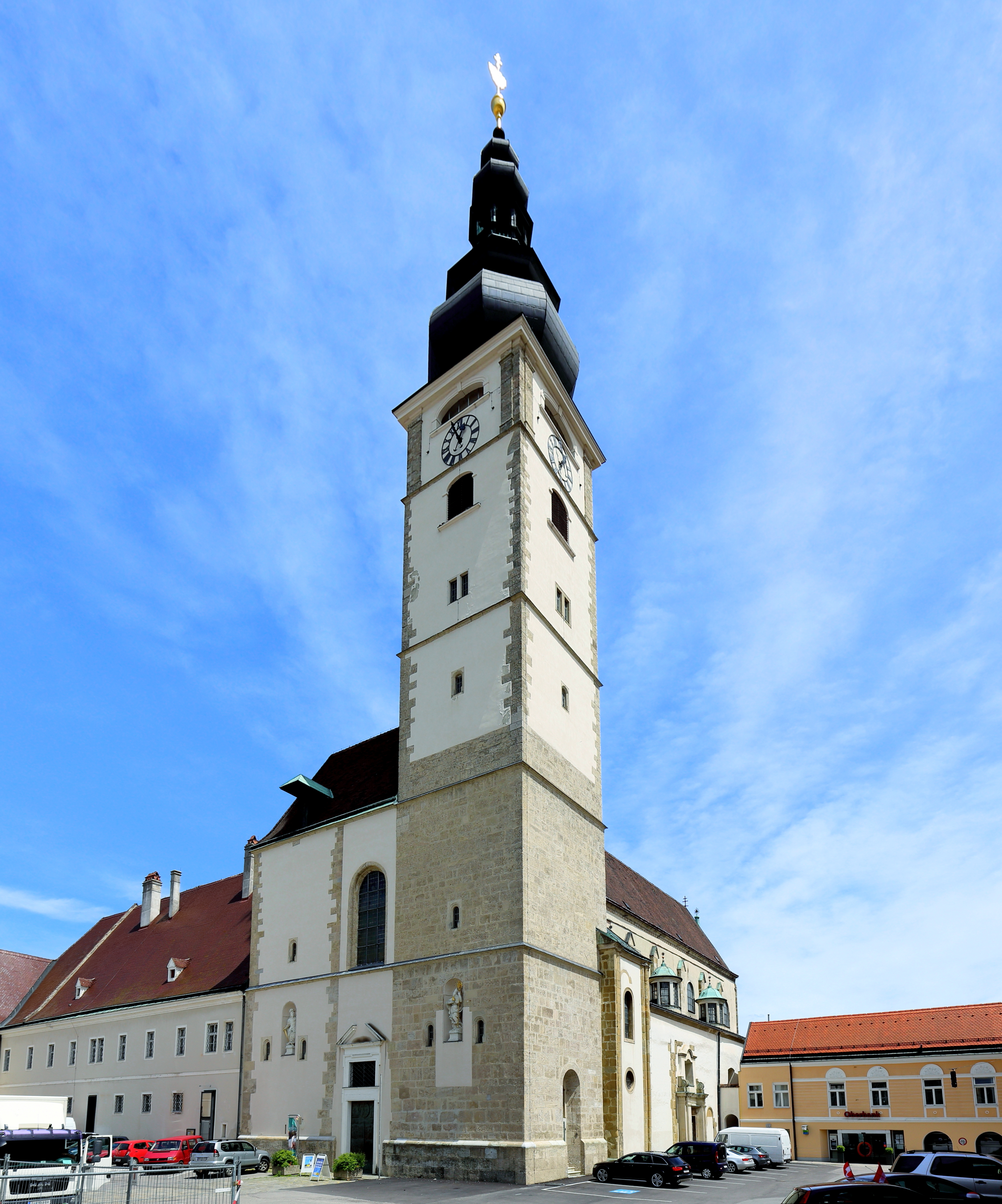
Kathedraal

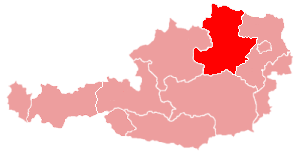
Ligging van het bisdom Sankt Pölten in Oostenrijk

Het bisdom Sankt Pölten (Latijn: Dioecesis Sancti Hippolyti) is een rooms-katholiek bisdom dat het westen van Neder-Oostenrijk omvat. Het bisdom is in 1785 opgericht. De domkerk Maria-Tenhemelopneming van het bisdom staat in de stad St. Pölten. Het bisdom is suffragaan aan het aartsbisdom Wenen. De huidige bisschop is Klaus Küng.

## Geschiedenis
Tot 1785 viel het westen van Neder-Oostenrijk onder het prinsbisdom Passau. Keizer Jozef II van het Heilige Roomse Rijk en aartshertog van Oostenrijk beneden de Enns, dwong het prinsbisdom Passau met een verdrag van 4 augustus 1784 om de parochies in het westen van het Oostenrijk beneden de Enns, tegenwoordig Neder-Oostenrijk, af te staan aan het nieuwe bisdom. Paus Pius VI gaf daar uiteindelijk zijn toestemming voor in een bul. De eerste bisschop werd de bisschop van Wiener Neustadt, Henricus Kerens uit Limburg. Bisdom Wiener Neustadt werd in 1785 opgeheven.
Het bisschoppelijk paleis werd het gebouw van de abdij St. Pölten, die in 1784 door keizer Jozef II werd opgeheven. De abdijkerk van dit voormalige augustijnenklooster werd de dom van het nieuwe bisdom.
In mei 1806 gebruikte Napoleon I tijdens de Franse bezetting van St. Pölten het bisschoppelijk paleis als kwartier.

## Bisschoppen
- 1. Johann Heinrich von Kerens, S. J. , Nederlandse naam: Henricus Joannes Kerens (1785-1792);
- 2. Sigismund Anton Graf von Hohenwart (1794-1803);
- 3. Gottfried Josef Crüts von Creits (1806-1815);
- 4. Johann Nepomuk Ritter von Dankesreither (1824-1826);
- 5. Joseph Chrysostomus Pauer (1824-1826);
- 6. Jakob Frint (1827-1834);
- 7. Johann Michael Leonhard (1835);
- 8. Michael Johann Wagner (1835-1842);
- 9. Anton Alois Buchmayer (1843-1851);
- 10. Ignaz Feigerle (1852-1863);
- 11. Joseph Feßler (1865-1872);
- 12. Matthäus Josef Binder (1872-1893);
- 13. Johannes Baptist Rößler (1894-1927);
- 14. Michael Memelauer (1927-1961);
- 15. Franz Žak (1961-1991);
- 16. Kurt Krenn (1991-2004);
- 17. Klaus Küng (vanaf 2004)

- Gemeinsame Normdatei: 1084020602
- International Standard Name Identifier: 0000 0001 0124 9359
- Library of Congress Control Number: n78011247
- Système universitaire de documentation: 133526852
- Virtual International Authority File: 150700589
- WorldCat: E39PBJfmvJKYcg63WDPK7FhT73